# Richard Lovelace

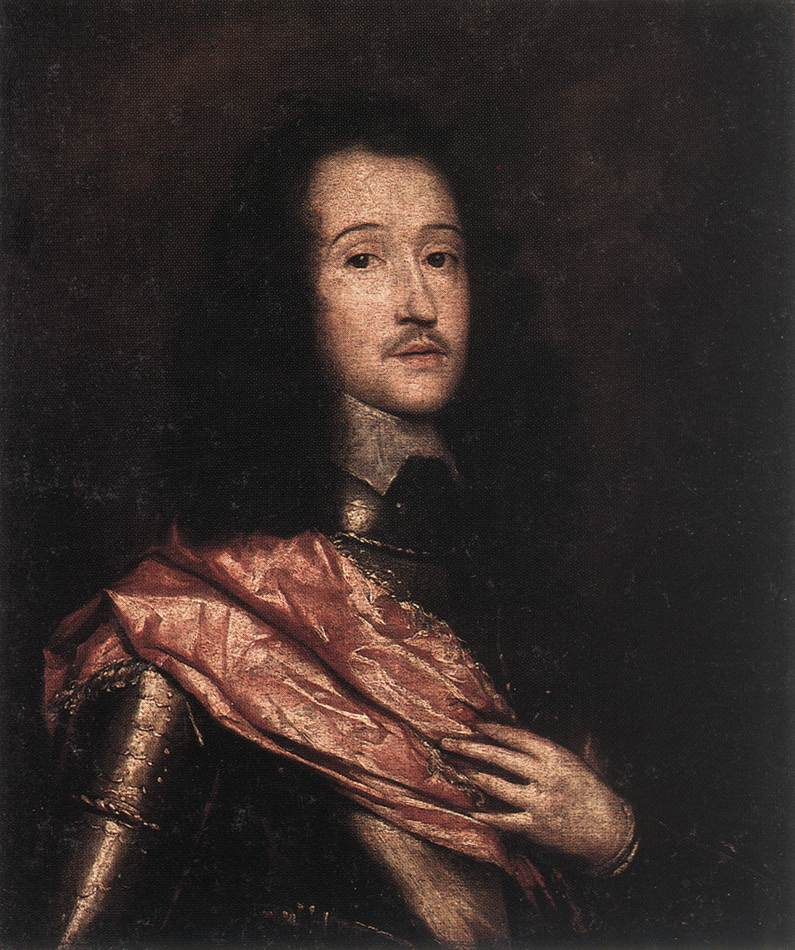
Richard Lovelace

Richard Lovelace (ur. 1618, zm. 1657 w Londynie) – angielski poeta, dworzanin i żołnierz. 
Był synem sir Williama Lovelace'a, bogatego ziemianina z Kentu. Urodził się w Holandii, gdzie jego ojciec przebywał w służbie wojskowej. Studiował w Oxfordzie, gdzie też w wieku ok. 16 lat debiutował komedią The Scholars. Kroniki uniwersyteckie nie szczędzą mu pochwał, opisując go jako człowieka wyjątkowej urody i charakteru i o dwornym obejściu, co zjednywało mu powodzenie u dam. 
Odziedziczywszy duży majątek, Lovelace zamieszkał w Londynie, wiodąc życie światowca. W czasie wojen szkockich (1639–40) wstąpił na służbę wojskową u króla i wziął udział w wyprawach przeciw Szkotom. Następnie wystąpił z wojska, przenosząc się do swoich posiadłości w hrabstwie Kent. 
Będąc wiernym stronnikiem Karola I, w 1642 roku doręczył parlamentowi petycję domagającą się przywrócenia króla na tron. Został za to uwięziony. W więzieniu Gatehouse napisał jeden ze swoich najsławniejszych wierszy, Do Altei (To Althea, from Prison). Uwolniony za kaucją, pojechał do Francji. Służył w armii francuskiej podczas wojny z Hiszpanią, został ranny podczas oblężenia Dunkierki. Powrócił do Anglii i został ponownie uwięziony. Przebywając w Tower przygotował do druku tom wierszy, zatytułowany Lucasta (imię to, pochodzące z łacińskiego lux casta, czyste światło, pojawia się w wielu utworach Lovelace'a; być może jest też nawiązaniem do Lucy Sacheverell, która usłyszawszy wieść o śmierci poety, wyszła za mąż za innego). 
Po egzekucji króla Lovelace został uwolniony, ale żył w zupełnej nędzy, straciwszy cały majątek na wspieranie królewskich wojsk. Umarł prawdopodobnie na gruźlicę. Dokładna data jego śmierci jest nieznana. 
Dwie sztuki, których autorem był Lovelace (druga nosiła tytuł The Soldier), zaginęły i nie są obecnie znane. Pośmiertny tom wierszy poety w 1660 roku wydał jego brat Dudley.